# Bucha (Knau)
Bucha – część gminy (Ortsteil) Knau w Niemczech, w kraju związkowym Turyngia, w powiecie Saale-Orla-Kreis, we wspólnocie administracyjnej Seenplatte. Do 31 grudnia 2018 samodzielna gmina. 